# ㅇ
ㅇ(이응)은 한글의 자음 중 여덟 번째 글자다.
현대 한국어에서 초성으로 쓰이는 ㅇ은 초성 자리를 채우기만 해 주고 소릿값은 없으며, 종성으로 쓰이는 ㅇ의 소릿값은 연구개 비음[ŋ]이다. ㅇ 뒤에 ㅑ, ㅕ, ㅛ, ㅠ, ㅖ, ㅒ로 시작하면 경구개 접근음으로, ㅢ 앞에서는 연구개 접근음으로, ㅘ, ㅝ, ㅞ, ㅙ로 시작하면 양순 연구개 접근음으로 소리난다.

## 역사
《훈민정음》(1446)에서 목구멍을 본따서 만든 글자로 처음 등장했다. ㅇ을 기본 모양으로 하여 ㆁ(옛이응) · ㆆ(여린히읗) · ㅎ 등의 모양을 만들었으며, ㅸ 등의 합자에도 쓰였다.
ㅇ은 훈민정음의 초성 체계로는 불청불탁의 목구멍소리로 분류되어 있고, 제자해에는 ‘옛이응 ㆁ의 소리가 ㅇ과 비슷하다’는 설명이 있다. ("唯牙之ㆁ，[중략]其聲與ㅇ相似") 이에 종래의 연구에서는 현대 한국어와는 달리 15세기 한국어에서는 ㅇ이 첫소리에 올 때 음가가 있었던 것으로 보았다. 즉, 그 소릿값이 성문 반찰음([ɦ])이었던 것으로 추정되며, 자음 /ㄹ/ · /ㅿ/와 반모음 /j/의 뒤에 나타났다. 그러나 2020년대 연구에서는 15세기 한국어에서 첫소리 ㅇ의 소릿값은 현대 한국어와 같이 없다고 본다.

훈민정음 언해.

ㅇ받침은 훈민정음에는 종성이 없는 한자음에 채워넣기 위한 글자였고, 지금의 ㅇ받침에 해당하는 발음은 ㆁ(옛이응)받침으로 표기했다. 예를 들어 ‘솅조ᇰ’(世宗)의 첫글자는 ㅇ받침이므로 /셰/로 읽고 둘쨋글자는 옛이응 받침이므로 /종/으로 읽는 것이다. 하지만 《월인천강지곡》(1447) 등에서 받침이 없는 글자를 쓰기 시작하면서 채워넣기 위한 ㅇ받침의 쓸모가 사라졌다. 이후 /ŋ/을 표현하기 위한 글자로 ㅇ받침과 ㆁ받침이 혼용되다가 17세기가 되어 ㅇ받침으로 합쳐졌다.
《훈몽자회》(1527)에서는 ㆁ의 발음 예시로 ‘ᅌᅵ으ᇰ(異凝)’을, ㅇ의 예시로 ‘이(伊)’를 들었다. 이것이 글자의 이름으로 굳어졌는데, 17세기에 ㆁ이 쓰이지 않게 되면서 ㅇ의 이름이 ‘이응’이 되었다. 또한 훈몽자회에서는 ㅅ 다음 순서에 ㆁ이 있었는데, ㆁ의 자리를 ㅇ이 차지하면서 ㅅ 다음에 ㅇ이 오게 됐다.

## 코드값
| 종류                  | 종류           | 글자 | 유니코드 | HTML     |
| --------------------- | -------------- | ---- | -------- | -------- |
| 한글 호환 자모        | 한글 호환 자모 | ㅇ   | U+3147   | &#12615; |
| 한글 자모 영역        | 첫소리         | ᄋᅠ   | U+110B   | &#4363;  |
| 한글 자모 영역        | 끝소리         | ᅟᅠᆼ   | U+11BC   | &#4540;  |
| 한양 사용자 정의 영역 | 첫소리         |   | U+F7D9   | &#63449; |
| 한양 사용자 정의 영역 | 끝소리         |   | U+F86B   | &#63704; |
| 반각                  | 반각           | ﾷ    | U+FFB7   | &#65463; |

## 같이 보기
- ㆁ
- 한글